# Lucid Gravity
La Gravity est un SUV électrique du constructeur automobile américain Lucid Motors, produit à partir de la fin 2023 et disposant de 7 places.

## Présentation

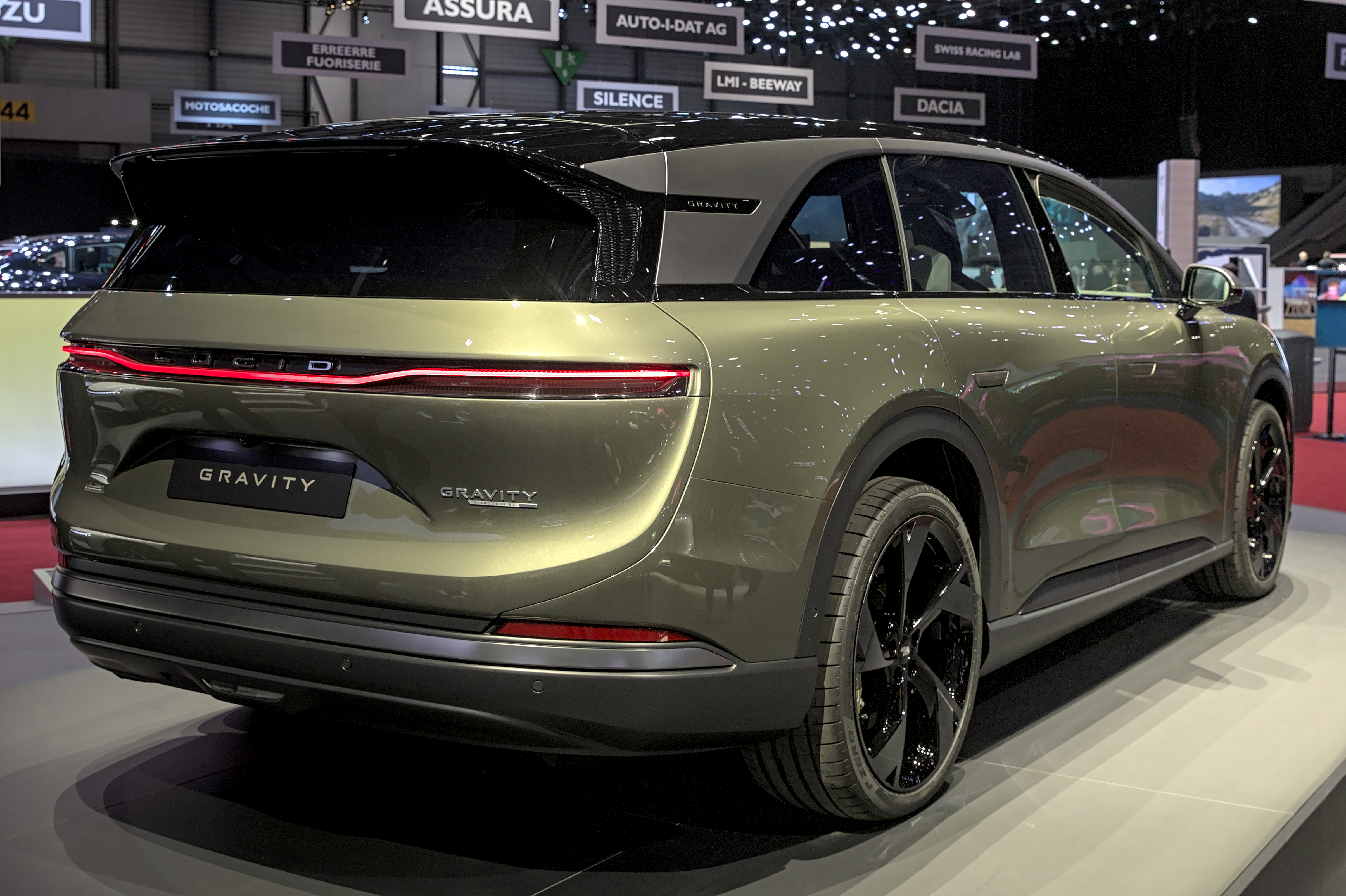
Vue de l'arrière

Le constructeur américain annonce le 16 novembre 2022, l'arrivée d'un SUV électrique dans sa gamme. La Lucid Gravity est présentée officiellement le 17 novembre 2023 au salon de l'automobile de Los Angeles puis en Europe au salon international de l'automobile de Genève 2024.

## Caractéristiques techniques
Le SUV est doté de trois rangées de sièges avec 7 places, et une configuration à 6 places avec deux sièges séparés au deuxième rang est proposée dans un second temps. Le Gravity possède le plus grand coffre avant (frunk) du marché avec 226 litres.

## Finitions

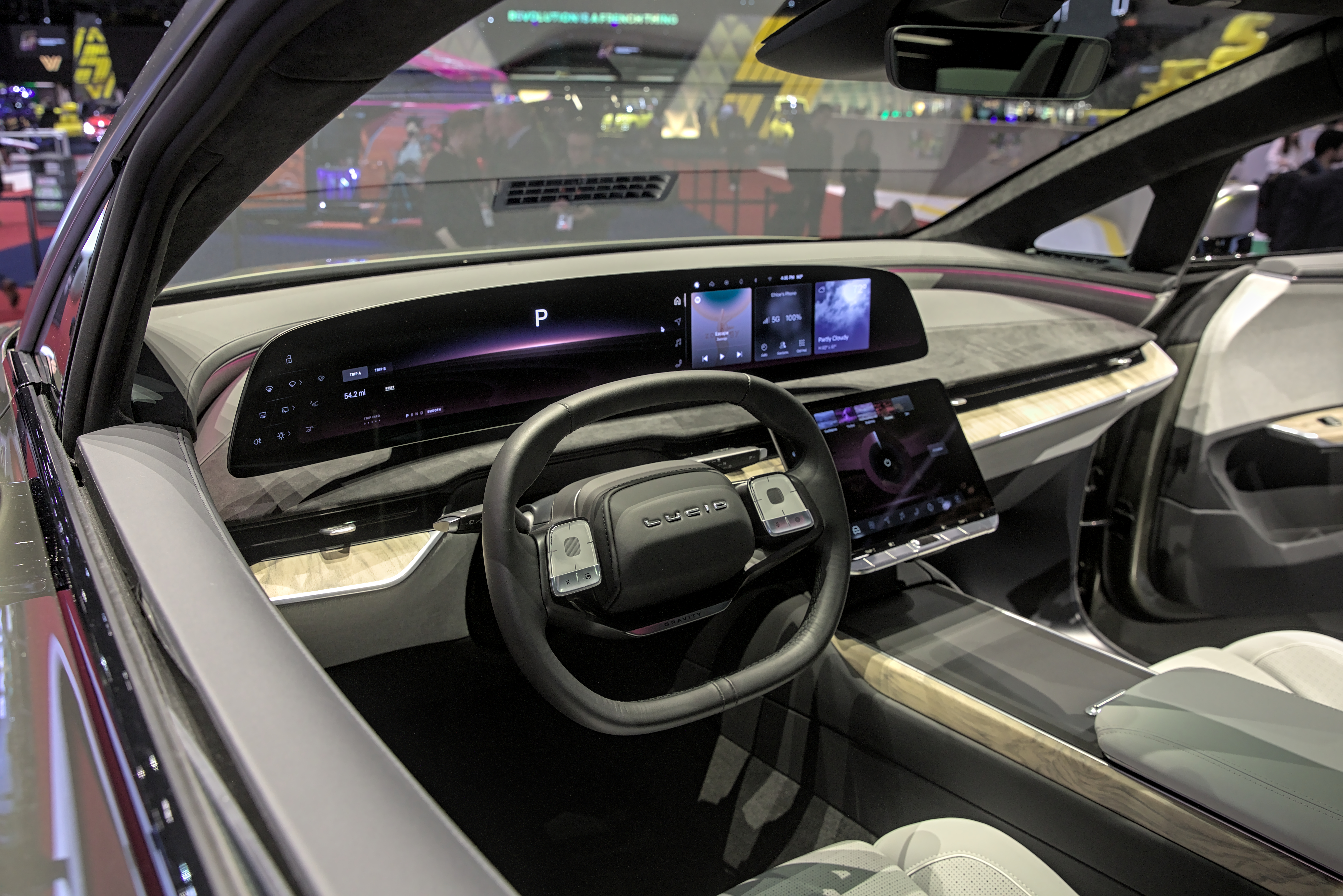
Intérieur